# 及川幸雄
及川 幸雄（おいかわ ゆきお）は、日本の柔道選手である。階級は86kg級。

## 経歴
法政大学4年の時に正力国際86kg級に、補欠から繰り上がって出場する機会を得ると決勝まで進み、拓殖大学3年の玉山晋治を判定で破って優勝を飾った。1984年に京葉ガスの所属になると、実業個人選手権3部（22歳～30歳）で3位になった。

## 戦績
- 1984年 -　正力国際　優勝
- 1984年 -　実業個人選手権3部（22～30歳）3位

(出典、JudoInside.com)。